# Arsenikose
| Arsenikose  | Arsenikose |
| ----------- | ---------- |
| ICD-10      | T57.0      |
| ICD-9       | 985.1      |
| DiseasesDB  | 1082       |
| MedlinePlus | 001301     |
| MeSH        | D001151    |

Arsenikose (auch Arsen-Vergiftung oder Arsen-Toxikose genannt) ist eine chronische Erkrankung, die durch eine langfristige Exposition gegenüber Arsenverbindungen verursacht wird. Arsen ist ein natürlich vorkommendes Element, das in geringen Mengen in der Erdkruste vorkommt und in Wasser, Luft, Lebensmitteln und Boden gefunden werden kann. Die Exposition gegenüber hohen Mengen an Arsen kann zu einer Vielzahl von Gesundheitsproblemen führen, einschließlich Hautveränderungen, Krebs, Herz-Kreislauf-Erkrankungen und neurologischen Störungen.

## Ursachen
Arsenikose tritt auf, wenn Menschen über einen längeren Zeitraum hohen Mengen an Arsen ausgesetzt sind. Die Hauptursachen für Arsenikose sind:
- Kontaminiertes Trinkwasser: Die häufigste Ursache für Arsenikose ist die langfristige Aufnahme von arsenhaltigem Trinkwasser[2].
- Lebensmittel: Arsen kann sich in Lebensmitteln anreichern, insbesondere in Meeresfrüchten, Reis und bestimmten Gemüsesorten.
- Industrielle Exposition: Arsen wird in einigen Industriezweigen verwendet, wie beispielsweise in der Herstellung von Holzschutzmitteln, Farben, Textilien und elektronischen Bauteilen. Arbeitnehmer in diesen Branchen können gefährdet sein.
- Umweltbelastung: Luftverschmutzung durch industrielle Emissionen oder Verbrennung von arsenhaltigen Materialien kann ebenfalls zur Exposition beitragen.

In der Vergangenheit wurden Arsenverbindungen auch als Mordgift verwendet (→ Arsen in Kriminalgeschichte, Literatur und Film).

## Symptome
Die Symptome der Arsenikose können in unterschiedlichem Maße auftreten und hängen von der Dauer und der Höhe der Exposition ab. Häufige Symptome umfassen:
- Hautveränderungen: Verdickung und Verfärbung der Haut, insbesondere an Händen und Füßen
- Hyperkeratose: Verdickung der Haut an Handflächen und Fußsohlen
- Hautläsionen: Wucherungen oder Tumore auf der Haut
- Schmerzen und Schwäche in den Gliedmaßen
- Leber- und Nierenprobleme
- Herz-Kreislauf-Erkrankungen: Bluthochdruck, Herzinfarkt und Schlaganfall
- Neurologische Störungen: Gedächtnisverlust, Taubheitsgefühl, Kribbeln und Schwäche

## Diagnose und Behandlung
Die Diagnose der Arsenikose erfolgt durch die Analyse von Blut-, Urin- oder Haarproben, um den Arsengehalt im Körper zu bestimmen. Eine gründliche Anamnese und klinische Untersuchung können ebenfalls zur Diagnose beitragen. Die Behandlung der Arsenikose zielt darauf ab, die Exposition gegenüber Arsen zu reduzieren und die bereits aufgetretenen gesundheitlichen Probleme zu behandeln. Mögliche Behandlungsoptionen sind:
- Beseitigung der Arsenaufnahme: Erkennen und Beseitigen der Arsenaufnahmequelle, z. B. durch Wechsel der Trinkwasserquelle oder Änderung der Ernährung.
- Chelat-Therapie: Verwendung von chelatbildenden Medikamenten, die an Arsen binden und dessen Ausscheidung aus dem Körper fördern. Dies ist jedoch nur bei akuten Vergiftungen und hohen Arsenkonzentrationen wirksam.
- Symptomatische Behandlung: Behandlung der Symptome und gesundheitlichen Probleme, die durch die Arsenikose verursacht werden, wie z. B. Schmerztherapie, Hautpflege und Behandlung von Herz-Kreislauf-Erkrankungen.

## Prävention
Die Prävention von Arsenikose erfordert Maßnahmen zur Verringerung der Exposition gegenüber Arsen. Dazu gehören:
- Überwachung der Trinkwasserqualität und Bereitstellung von sicheren Trinkwasserquellen
- Förderung der Verwendung von Wasserfiltersystemen, die Arsen entfernen können
- Regulierung und Überwachung von Industrieemissionen, die Arsen enthalten
- Aufklärung der Öffentlichkeit über die Risiken der Arsenexposition und die Bedeutung von Präventivmaßnahmen

## Weiterführende Literatur
- R. N. Ratnaike: Acute and chronic arsenic toxicity. in: Postgraduate Medical Journal, 79 (933), 2003, S. 391–396.
- P. L. Smedley, D. G. Kinniburgh: A review of the source, behaviour and distribution of arsenic in natural waters. In: Applied Geochemistry, 17 (5), 2002, S. 517–568.